# 2004 DM64
2004 DM64 est un objet transneptunien faisant partie des cubewanos. 

## Caractéristiques
2004 DM64 mesure environ 143 km de diamètre.